# Забор
Забо́р (рос. Забор) — присілок у складі Тавдинського міського округу Свердловської області.
Населення — 49 осіб (2010, 91 у 2002).
Національний склад населення станом на 2002 рік: росіяни — 97 %.